# Болехово-Оседле
Болехово-Оседле (польск. Bolechowo-Osiedle) —— деревня в Польше, расположена в Великопольском воеводстве, в Познанском повяте, Гмине Черновак, в 4,5 км от деревни Бедруско. Рядом с деревней протекает река Варта. 
В 1975 — 1998 гг Болехово-Оседле административно принадлежал Познанскому воеводству.

## Экономика
В деревне расположена компания Solaris Bus & Coach.